# VERMILION.
「VERMILION.」（バーミリオン）は、日本のヴィジュアル系ロックバンド・ナイトメアの17枚目のシングル及び、エイベックス移籍第1弾シングルである。

## 概要
- 2011年5月18日発売。3タイプリリースであり、Aタイプには「VERMILION.」、Bタイプには「ByeBye」のビデオクリップを収録したDVDが付属する。
- この作品からavexに移籍した。
- オリコン週間チャートでは初登場6位を記録した。

## 収録曲

### type A/B
CD
1. VERMILION.
作詞・作曲：RUKA
2. ByeBye
作詞・作曲：RUKA

DVD (A)
1. 「VERMILION.」 VIDEO CLIP収録

DVD (B)
1. 「ByeBye」 VIDEO CLIP収録

### type C
CD
1. VERMILION.
作詞・作曲：RUKA
2. ByeBye
作詞・作曲：RUKA
3. trauma
作詞・作曲：咲人

## 収録アルバム
| 曲名       | 収録アルバム  | 発売日         | 備考                  |
| ---------- | ------------- | -------------- | --------------------- |
| VERMILION. | 『NIGHTMARE』 | 2011年11月23日 | 7thオリジナルアルバム |